# Kryptor
Kryptor ist eine tschechische Thrash-Metal-Band aus Prag, die 1987 gegründet wurde, sich 1997 auflöste und seit 2002 wieder aktiv ist.

## Geschichte
Die Band wurde 1987 von dem Bassisten Filip Robovski aka „The Kryptmaster“ aka „Phill Von Kryptor“ gegründet. Ergänzt wurde die Besetzung anfangs durch den Sänger Michal Roháček, die Gitarristen Petr „Kuna“ Buneš und Tomáš Roháček und den Schlagzeuger Robert Stýblo. Bereits kurze Zeit später verließ Roháček die Gruppe und wurde durch Marcel „Pípa“ Novotný ersetzt. 1989 schied Plaček bei Kryptor aus, woraufhin im Folgejahr Ota Hereš als Ersatz hinzukam. 1990 verließ Tomas Roháček ebenfalls die Gruppe, ehe im Folgejahr das von Miloš 'Dodo' Doležal produzierte Album Septical Anaesthesia erschien. Bereits im selben Jahr schloss sich unter dem Namen Time 4 Crime das zweite Album an, worauf Pavel „Péká“ Konvalinka als neuer Schlagzeuger zu hören ist. Für den weiteren Verlauf der 1990er Jahre änderte sich die Besetzung weiterhin häufig, so kam Daniel Krob 1993 als neuer Gitarrist hinzu. Im selben Jahr schloss sich mit Greedpeace das erste englischsprachige Album der Gruppe an. Auf dem 1994er Album United & Live, das von Radim Hladík produziert worden war, sind neben Studioaufnahmen auch sechs Live-Aufnahmen enthalten, die auf dem ZubrFest mitgeschnitten worden waren. 1994 und 1995 übernahmen Petr „Škvarek“ Škarvada und Petr „Šimi“ Šimáček die E-Gitarren. 1995 bis 1997 war Leoš Holan als Gitarrist in der Besetzung. Der Posten des Schlagzeugers wechselte ebenfalls häufig: Der Posten wurde zunächst 1993 von Alan Reisich besetzt, ehe ihn Marek Kraus 1994 übernahm. 1996 und 1997, dem Jahr der Bandauflösung, spielte Libor Fanta das Schlagzeug. 1997 erschien das Live-Album Na východní frontě boj! das 1996 in Košice aufgenommen worden war. Zudem wurde 1999 ein Bootleg-Live-Album unter dem Namen Největší průser veröffentlicht, das 1994 in Tachov mitgeschnitten worden war. Seit 2002 ist die Band wieder aktiv. 2011 erschien die Kompilation Neřest A Ctnost (Vice And Virtue) – demo 1988 -, der sich im folgenden Jahr eine weitere unter dem Namen Best of Fuck Off!!! anschloss.

## Stil
Roland Silberhorn schrieb in dem Buch Heavy Metal aus Osteuropa, dass die Band auf dem Debütalbum so dilettantisch spielt, dass man es sich kaum am Stück anhören könne. Die Gruppe biete hierauf durch Punk beeinflussten aggressiven Thrash Metal. Auf Time 4 Crime sei die Gruppe schon etwas anspruchsvoller, sodass man Sepulturas Schizophrenia als Vergleich nennen könne. Mit Greedpeace habe man sich weiter gesteigert, wobei die Texte erstmals auf Englisch seien. Weiterhin gebe es einen druckvollen Klang, durchdachtere Liedstrukturen und guten Gesang. Insgesamt könne man das Album als eine Mischung aus Sepulturas Arise und Warpaths Massive bezeichnen. United & Live sei nicht mehr so aggressiv wie sein Vorgänger. Götz Kühnemund vom Rock Hard befand, dass die Band auf Time 4 Crime Thrash Metal spielt, der international konkurrenzfähig sei. Textlich befasse man sich mit der steigenden Kriminalität in der Tschechoslowakei und thematisiere dabei auch Rechtsradikalismus. Kühnemund fasste die Musik als Mischung aus Sepultura und älteren Running Wild zusammen, wobei man eine stärkere Gewichtung auf den Thrash-Metal-Anteil lege, was man auch an der Produktion erkennen könne.

## Diskografie
- 1988: Neřest a ctnost (Demo, Eigenveröffentlichung)
- 1989: Zvratky a krev / Vomit and Blood (Demo, Eigenveröffentlichung)
- 1991: Sadistic Nun Genocide in Sunar City (Demo, Eigenveröffentlichung)
- 1990: Septical Anaesthesia (Album, Multisonic Records)
- 1991: Time 4 Crime (Album, Monitor Records)
- 1993: Greedpeace (Album, S.M.A. Records)
- 1997: Na východní frontě boj! (Live-Album, Multisonic Records)
- 1994: United & Live (Album, Popron Music)
- 2011: Neřest A Ctnost (Vice And Virtue) – demo 1988 - (Kompilation, Doomentia Records)
- 2012: Best of Fuck Off!!! (Kompilation, MetalGate Records)